# 马塞尔·雷诺 (皮划艇运动员)
马塞尔·雷诺（法語：Marcel Renaud，1926年5月27日—2016年12月5日），法国男子皮划艇运动员。他曾代表法国参加1952年和1956年夏季奥林匹克运动会皮划艇比赛，其中1956年奥运会获得一枚银牌。